# Вест-Бредфорд Тауншип (округ Честер, Пенсільванія)
Вест-Бредфорд Тауншип (англ. West Bradford Township) — селище (англ. township) в США, в окрузі Честер штату Пенсільванія. Населення — 14 316 осіб (2020).

## Демографія
Згідно з переписом 2010 року, у селищі мешкали 12 223 особи в 4126 домогосподарствах у складі 3449 родин. Було 4217 помешкань
Расовий склад населення:
| - 92,4 % — білих - 2,9 % — чорних або афроамериканців - 2,6 % — азіатів - 0,2 % — корінних американців |

До двох чи більше рас належало 1,4 %. Частка іспаномовних становила 2,0 % від усіх жителів.
За віковим діапазоном населення розподілялося таким чином: 28,5 % — особи молодші 18 років, 62,3 % — особи у віці 18—64 років, 9,2 % — особи у віці 65 років та старші. Медіана віку мешканця становила 39,6 року. На 100 осіб жіночої статі у селищі припадало 100,1 чоловіків;  на 100 жінок у віці від 18 років та старших — 97,7 чоловіків також старших 18 років.
Середній дохід на одне домашнє господарство  становив 131 167 доларів США (медіана — 104 984), а середній дохід на одну сім'ю — 142 416 доларів (медіана — 116 534). Медіана доходів становила 76 397 доларів для чоловіків та 52 093 долари для жінок. За межею бідності перебувало 3,6 % осіб, у тому числі 2,3 % дітей у віці до 18 років та 5,6 % осіб у віці 65 років та старших.
Цивільне працевлаштоване населення становило 6876 осіб. Основні галузі зайнятості: освіта, охорона здоров'я та соціальна допомога — 24,5 %, науковці, спеціалісти, менеджери — 16,2 %, виробництво — 10,4 %, фінанси, страхування та нерухомість — 10,4 %.